# Paraquat
Paraquat (tên thông thường) hoặc N, N'-dimethyl-4,4'-bipyridinium dichloride (tên hệ thống) là một hợp chất hữu cơ với công thức hóa học[(C6H7N)2]Cl2. Nó được phân loại như một viologen, một dòng dị vòng oxy hóa khử hoạt tính của cấu trúc tương tự. Thuốc diệt cỏ Paraquat được sản xuất bởi Chevron. Muối này là một trong những loại thuốc diệt cỏ được sử dụng rộng rãi nhất. Nó hoạt động nhanh và không chọn lọc, giết chết mô cây xanh khi tiếp xúc. Nó cũng là độc hại đối với con người và động vật. Nó được liên kết với sự phát triển của bệnh Parkinson. Tên có nguồn gốc từ các vị trí para của nitrogen bậc bốn. Số lượng đôi khi được thể hiện bởi khối lượng cation một mình (paraquat cation, paraquat ion); muối khác (với các anion khác ngoài chloride) tồn tại. Trong thực tế, hoạt động khử oxy hóa của nó, trong đó sản xuất các anion superoxide, là lý do tại sao nó là độc hại.

## Tham  khảo
1. 1 2 3 4 5 6  "NIOSH Pocket Guide to Chemical Hazards #0478". Viện An toàn và Sức khỏe Nghề nghiệp Quốc gia Hoa Kỳ (NIOSH).
2. 1 2  "Paraquat dichloride". International Programme on Chemical Safety. tháng 10 năm 2001.
3. ↑  Bản dữ liệu Paraquat của Sigma-Aldrich, truy cập lúc {{{Datum}}} (PDF).Vorlage:Sigma-Aldrich/Vorlagenfehler
4. ↑  "Two pesticides -- rotenone and paraquat -- linked to Parkinson's disease, study suggests". sciencedaily.com. 2011. Truy cập ngày 25 tháng 10 năm 2011.
5. ↑  Kamel, F. (2013). "Paths from Pesticides to Parkinson's". Science. Quyển 341 số 6147. tr. 722–723. doi:10.1126/science.1243619. PMID 23950519.